# Mallophora bomboides
Mallophora bomboides là một loài ruồi trong họ Asilidae. Mallophora bomboides được Wiedemann miêu tả năm 1828.